# Timarcha lugens
Timarcha lugens — вид жуків з підродини хризомелін родини листоїдів.

## Поширення
Є ендеміком Андалузьких гір.

## Екологія та місцеперебування
Timarcha lugens — монофаг, який живиться лише рослиною Hormathophylla spinosa із родини капустоцвітних (Brassicaceae), хирлявими кущами, що рясніють на заході високогір'я Середземномор'я. Жук живиться листками, бутонами, квітками і плодами.